# Henry Arthur Jones

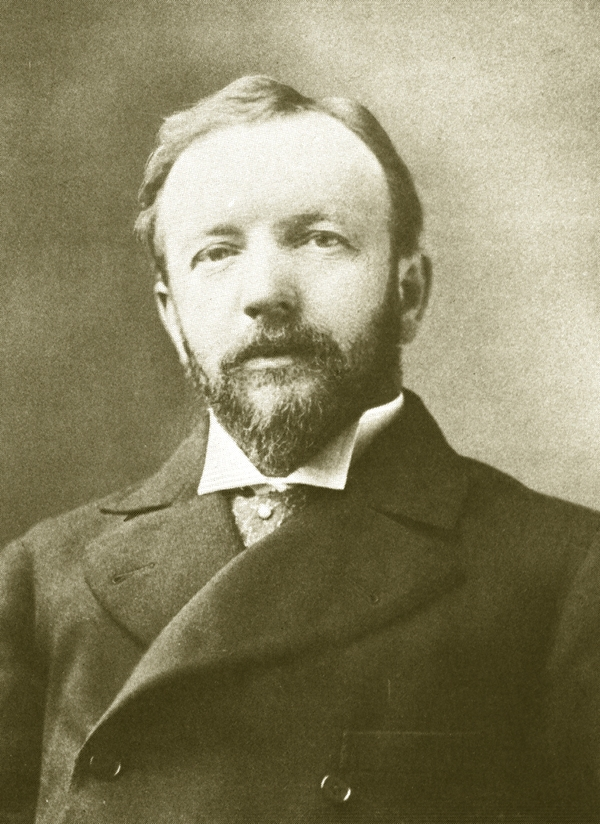
Henry Arthur Jones

Henry Arthur Jones (* 20. September 1851 in Grandborough, Buckinghamshire; † 7. Januar 1929 in Hampstead) war ein englischer Dramatiker, der während des ausgehenden 19. und des beginnenden 20. Jahrhunderts schrieb.

## Leben

### Jugend und Beginn einer Karriere
Henry Arthur Jones wurde am 20. September 1851 in eine puritanische Bauernfamilie walisischer Herkunft geboren. Seine Ausbildung erhielt er an der örtlichen Grundschule, die er besuchen durfte, bis er zehn war, bevor ihn seine Eltern in die Lehre zu einem Onkel schickten, der im Draperiehandel tätig war. Von diesem Zeitpunkt an musste er vierzehn Stunden täglich arbeiten und begann bald, seinen Onkel zu hassen. Das Lesen war die einzige Ablenkung für den jungen Jones, der sich durch die häufige Lektüre selbst fortbildete.
Die Voraussetzungen für Jones' Karriere als Bühnendichter können als denkbar schlecht angesehen werden: Seine Schulzeit war kurz und seine puritanischen Eltern, die wie andere Puritaner glaubten, das Theater sei moralisch verwerflich, müssen auch den jungen Jones beeinflusst haben. Dennoch schrieb er bereits mit sechzehn sein erstes Stück, bevor er noch jemals selbst ein Theater besucht hatte. 1869, mit achtzehn, zog Jones nach London, wo er nach dem Besuch einer Vorführung des Melodramas Leah beschloss, Theaterschriftsteller zu werden. Seine „Ausbildung“ zum Bühnendichter verschaffte er sich selbst, indem er mehrmals wöchentlich Aufführungen erfolgreicher Stücke besuchte, bis er mit ihrem jeweiligen Aufbau und den wirkenden Mechanismen vertraut war. Bereits in seinem ersten Jahr in London verfasste er seine ersten Einakter und schrieb auch im Laufe der nächsten neun Jahre weiter, in denen er im Draperiehandel tätig blieb. 1875, nachdem er genug Geld für eine Familiengründung beisammenhatte, heiratete er Jane Seely und zog nach Exeter.
1878 folgte mit Only Round the Corner im Theatre Royal in Exeter sein erstes je aufgeführtes Stück, nachdem er weitere, wenig erfolgreiche Stücke verfasste (eine Ausnahme bildete A Clerical Error, 1879, das auch in London aufgeführt wurde und ihm zu einiger Beachtung verhalf). 1882 schließlich gelang ihm der Durchbruch mit dem berühmten Melodrama The Silver King, das er zusammen mit Henry Herman für Schauspieler-Manager Wilson Barret schrieb. Das Stück wurde im Princess's uraufgeführt und an insgesamt 289 Abenden ununterbrochen aufgeführt.

### Erfolg und Entwicklung
Mit Saints and Sinners, das 1884 uraufgeführt wurde und das Thema Religion kritisch behandelte, unternahm Jones einen Versuch in Richtung ernsteres Theater. Das Stück wurde von Matthew Arnold gelobt, von Publikum und Presse bei der Premiere aber mit gemischten Gefühlen aufgenommen – was seiner Beliebtheit dennoch keinen Abbruch tat (es wurde an 182 Abenden aufgeführt).
Den nächsten großen Erfolg konnte Jones mit The Middleman verzeichnen, das 1889 uraufgeführt wurde und den Zusammenhang zwischen Kapital und Arbeit zum Thema hatte. Es war das erste Stück, das auch in Kontinentaleuropa produziert wurde. The Middleman ist zwar streng genommen noch als Melodrama zu bezeichnen, befasst sich aber mit ernsten Themen, die in anderen so bezeichneten Stücken nie vorkommen. Judah (1890) kann als weiterer Schritt fort vom konventionellen Melodrama gewertet werden (obwohl The Dancing Girl, 1891, wieder eher in das Genre des konventionellen Melodrama fällt). Jones veränderte also zwar die Themen, behielt aber größtenteils weiterhin die Form und Struktur des Melodramas bei, da wohl vor allem die Trennung in „gute“ und „böse“ Charaktere ausgezeichnet mit seiner eigenen strengen moralischen Einstellung zusammenfiel. Typisch ist auch Jones' Vermischung der Genres; in manchen Stücken lassen sich die Merkmale gleich mehrerer Richtungen (wie Romanze, „Problem play“, Gesellschaftsdrama, Komödie etc.) feststellen.
Das nächste wichtige Stück folgte 1894 mit The Masqueraders, das wie Judah auch eine Mischung aus Satire und Romanze unter dem Begriff des Melodramas vereinte. Jones' nächstes Stück Michael and His Lost Angel (1896) befasste sich mit einem Priester, der sich in eine verheiratete Frau verliebte. Obwohl von George Bernard Shaw durchaus gelobt, war das Stück ein Misserfolg, was wohl auch an der rigiden Moralvorstellung Jones' (beeinflusst durch seine puritanische Erziehung) liegen mag, die in dem Stück prominent zu erkennen ist. Mit Mrs. Dane's Defence, ein „Problem play“, das 1900 in Wyndham’s Theatre in London uraufgeführt wurde, gelang ihm ein weiterer Erfolg. Das Stück wurde an 209 Abenden gezeigt und tourte schließlich auch durch die USA.

### Abnehmende Bekanntheit und erfolgloses Alter
Nach der Jahrhundertwende folgten weitere Stücke, wie Whitewashing Julia (1903) und Joseph Entangled (1904), von denen aber keines an seine wirklich großen Erfolge anschließen konnte, da Henry Arthur Jones' Art gleich blieb, sich die Zeiten (und das Theater) jedoch änderten – fort von den strikten Moralvorstellungen des viktorianischen Zeitalters.
1907 verlieh ihm die Universität Harvard ein Ehrendoktorat; geadelt wurde Jones aber nie, obwohl er selbst glaubte, dies verdient zu haben. Jones verfiel zusehends in Depressionen, zog sich zurück, begann zu trinken und verlegte sich darauf, Vorträge über Theatertheorie zu halten und auch Essays über dieses Thema zu schreiben. 1912 wurde nach einer Krankheit bei ihm Krebs diagnostiziert, 1913 unternahm er mit Mary Goes First einen letzten, erfolglosen Versuch im Genre Drama. Zwei Jahre später erschien eine Sammlung seiner theoretischen Schriften unter dem Titel Theatre of Ideas.
Jones' gesundheitlicher Zustand blieb schlecht; 1926 erlitt er zusätzlich ein Nierenversagen, auf das eine Reihe schwerer Operationen folgte.
Henry Arthur Jones verstarb schließlich am 7. Januar 1929 in Hampstead, England.

## Ansichten

### Privat und Politisch
Henry Arthur Jones war zeit seines Lebens Patriot und konnte Leute wie George Bernard Shaw oder H. G. Wells nicht verstehen, die offen England und das Königreich kritisierten. Seine Beziehung zu Shaw war deshalb nicht die beste.
Jones schuf sich auch in anderen Bereichen Feinde, indem er sowohl die staatliche Zensur, als auch die Macht der Schauspieler-Manager (erfolgreiche Schauspieler, die sich ein eigenes Theater bauen ließen oder eines mieteten, sich eine Truppe zusammenstellten, deren Chef sie waren, und sowohl bei der Auswahl der Stücke als auch bei der Produktion das Sagen hatten) über die Bühnendichter kritisierte. Er hatte daher auch seine Probleme, ein Management und eine Besetzung zu finden.
Sein puritanischer Hintergrund blieb bei Jones stets bemerkbar, der fest an den strengen Moralvorstellungen festhielt, die ihm sein Elternhaus mitgegeben hatte. Er verteidigte auch den für das viktorianische Zeitalter absolutgültigen moralischen Doppelstandard, der Männern eine freizügige Sexualität erlaubte, Frauen aber absolute Treue, Unterwerfung und Selbstlosigkeit vorschrieb und eine Frau, die vor der Hochzeit ihre Jungfräulichkeit verloren hatte, mit vollkommener sozialer Ausgrenzung bestrafte.

### Zum Theater
Henry Arthur Jones war gegen anspruchslose Unterhaltung auf der Bühne und für eine aktive Teilnahme des Publikums am Geschehen des sich entfaltenden Stückes (indem es mitzitterte, miträtselte etc.). Er war auch der Meinung, die Bühne hätte eine moralische Pflicht zu erfüllen – sie sollte also dem Publikum moralische „Reinheit“ vorleben und die Zuschauer bilden. Er glaubte auch, dass Drama die höchste Form der Literatur sei, die in dieser Form eher gelesen gehörte, als tatsächlich ausgespielt.

## Jones als Kind seiner Zeit
Henry Arthur Jones war zu seiner Zeit, zusammen mit Arthur Wing Pinero, Oscar Wilde und George Bernard Shaw, einer der erfolgreichsten Bühnendichter des ausgehenden 19. Jahrhunderts, die dem rigiden viktorianischen Theater wieder Leben einhauchten. Er schrieb insgesamt mehr als 60 Stücke und war über Großbritannien hinaus berühmt, was die USA-„Tourneen“ seiner Stücke beweisen. Zu seinen berühmtesten Werken zählen das schon erwähnte The Silver King (1882), Saints and Sinners (1884), The Middleman (1889), Judah (1890), The Masqueraders (1894), The Liars (1897) und Mrs. Dane's Defence (1900).
Jones war allerdings größtenteils ein Autor der Übergangsphase zwischen dem moralisch strikten viktorianischen Theater und dem neuen, liberaleren Theater des beginnenden 20. Jahrhunderts, wobei er sich für die damals schon fast überholten Moralvorstellungen entschied. Dieser Umstand ist wohl der Hauptgrund dafür, dass seine Stücke für das heutige Publikum nur noch von wenig Interesse sind – und auch damals schon das jüngere Publikum, das eher den liberalen Stücken des George Bernard Shaw und den Ibsenübersetzungen William Archers geneigt war, nicht mehr sonderlich ansprach. Im Vergleich zu seinen schreibenden Zeitgenossen ist Jones heute beinahe vergessen. Er bleibt aber einer der wichtigsten englischen Theaterautoren des ausgehenden 19. Jahrhunderts.

## Werke (Auswahl)
Stücke
- Breaking a Butterfly (1884)
- Saints and Sinners (1884)
- The Crusaders (1891),
- The Bauble Shop (1892?),
- The Tempter (1893),
- The Masqueraders (1894),
- The Case of Rebellious Susan (1894),
- The Dancing Girl (1891),
- The Triumph of the Philistines (1895),
- Michael and His Lost Angel (1896),
- The Rogue's Comedy (1896),
- The Physician (1897),
- The Liars (1897),
- Carnac Sahib (1899),
- The Manoeuvres of Jane (1899),
- The Lackeys' Carnival (1900),
- Mrs Dane's Defence (1900),
- The Princess's Nose (1902),
- Chance the Idol (1902),
- Whitewashing Julia (1903),
- Joseph Entangled (1904),
- The Chevalier (1904),
- Mary Goes First (1913)

Theatertheorie
- The Renascence of the English Drama (1895)
- The Theatre of Ideas (1915)

## Referenzen
- Gillie, Christopher: Longman Companion to English Literature. London: Longman Group Ltd, 1978.
- Pruhs, Ines: Melodramatic Features in the Early Plays of Henry Arthur Jones. Universität Wien, Diplomarbeit, 2002.
- Ruscher, Clarissa: Victorian and Edwardian comedies of Henry Arthur Jones. Universität Wien, Diplomarbeit, 2002.
- Griffin, Penny: Arthur Wing Pinaro and Henry Arthur Jones. London: MacMillan, 1991.
- http://www.theatrehistory.com/british/jones001.html (auf Englisch)
- http://www.theatredatabase.com/19th_century/henry_arthur_jones_001.html (auf Englisch)
- Henry Arthur Jones. In: Encyclopædia Britannica. Abgerufen am 22. Februar 2021 (englisch).

| Personendaten    | Personendaten                 |
| ---------------- | ----------------------------- |
| NAME             | Jones, Henry Arthur           |
| KURZBESCHREIBUNG | englischer Dramatiker         |
| GEBURTSDATUM     | 20. September 1851            |
| GEBURTSORT       | Grandborough, Buckinghamshire |
| STERBEDATUM      | 7. Januar 1929                |
| STERBEORT        | Hampstead                     |